# 太康 (夏)
太康（たいこう）は、夏朝の第3代帝。『竹書紀年』によれば、斟鄩に都し、在位年数は4年であった。
政治を省みないで狩猟に明け暮れていたという。そのために羿によって反乱を起こされ、権力を失い、河南（洛水の南側）の陽夏において死亡した。